# Pattukkottai
Pattukkottai é uma cidade e um município no distrito de Thanjavur, no estado indiano de Tamil Nadu.

## Geografia
Pattukkottai está localizada a 10° 26′ N, 79° 19′ L. Tem uma altitude média de 5 metros (16 pés).

## Demografia
Segundo o censo de 2001,  Pattukkottai  tinha uma população de 65,453 habitantes. Os indivíduos do sexo masculino constituem 50% da população e os do sexo feminino 50%. Pattukkottai tem uma taxa de literacia de 74%, superior à média nacional de 59.5%: a literacia no sexo masculino é de 80% e no sexo feminino é de 69%. Em Pattukkottai, 11% da população está abaixo dos 6 anos de idade.